# La Quemada

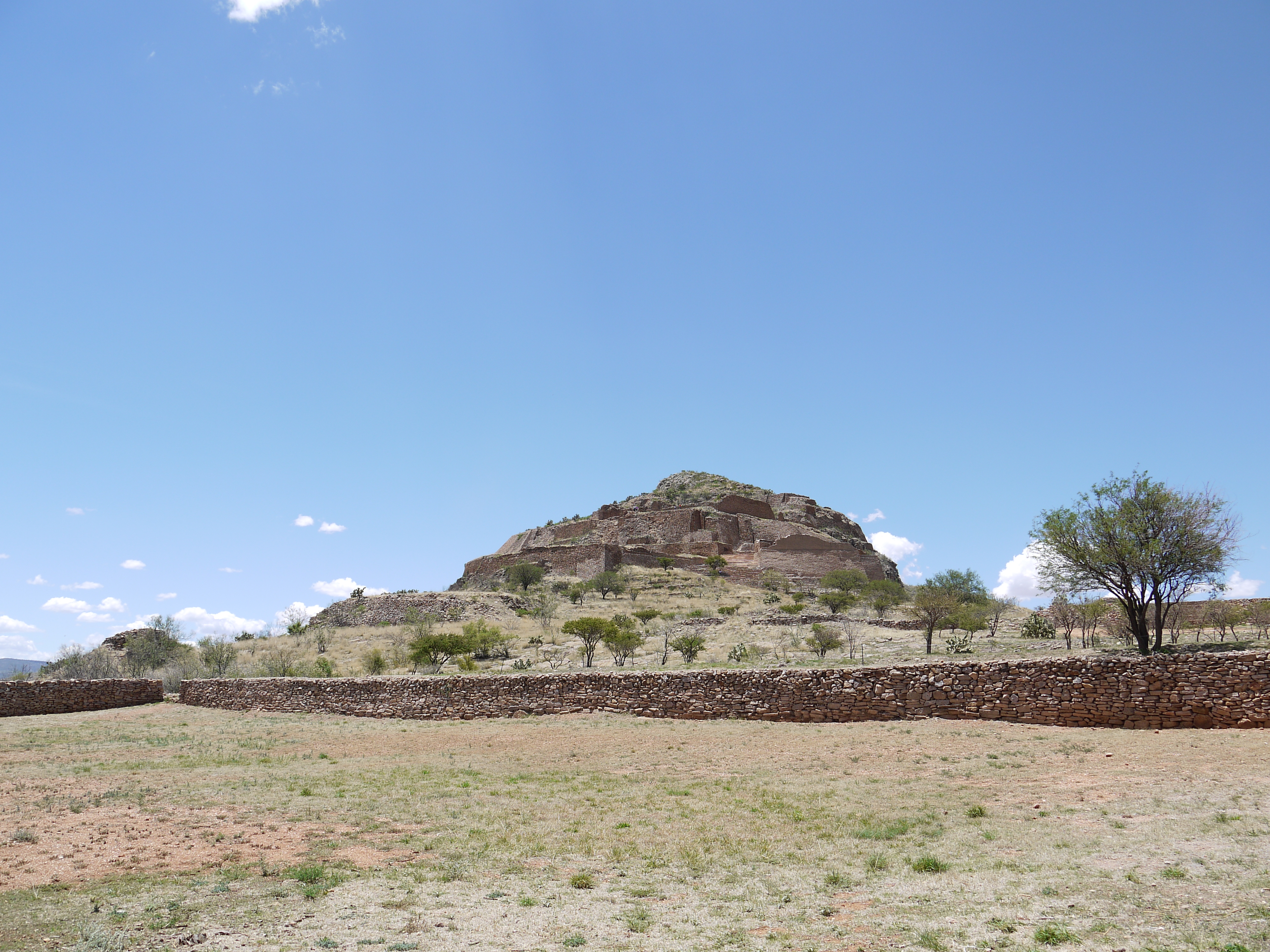
La Quemada – Ruinenstätte

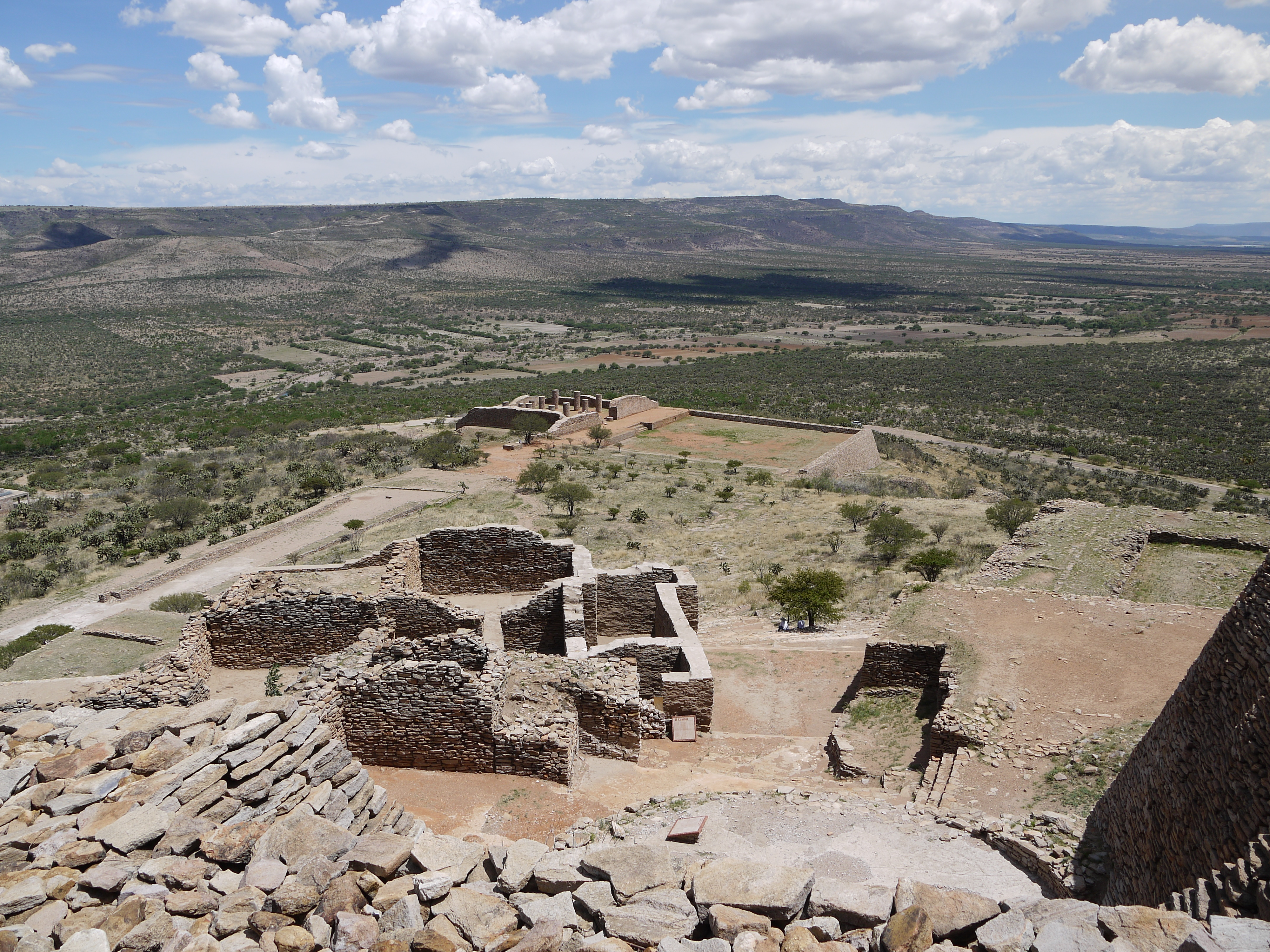
La Quemada – Ruinenstätte

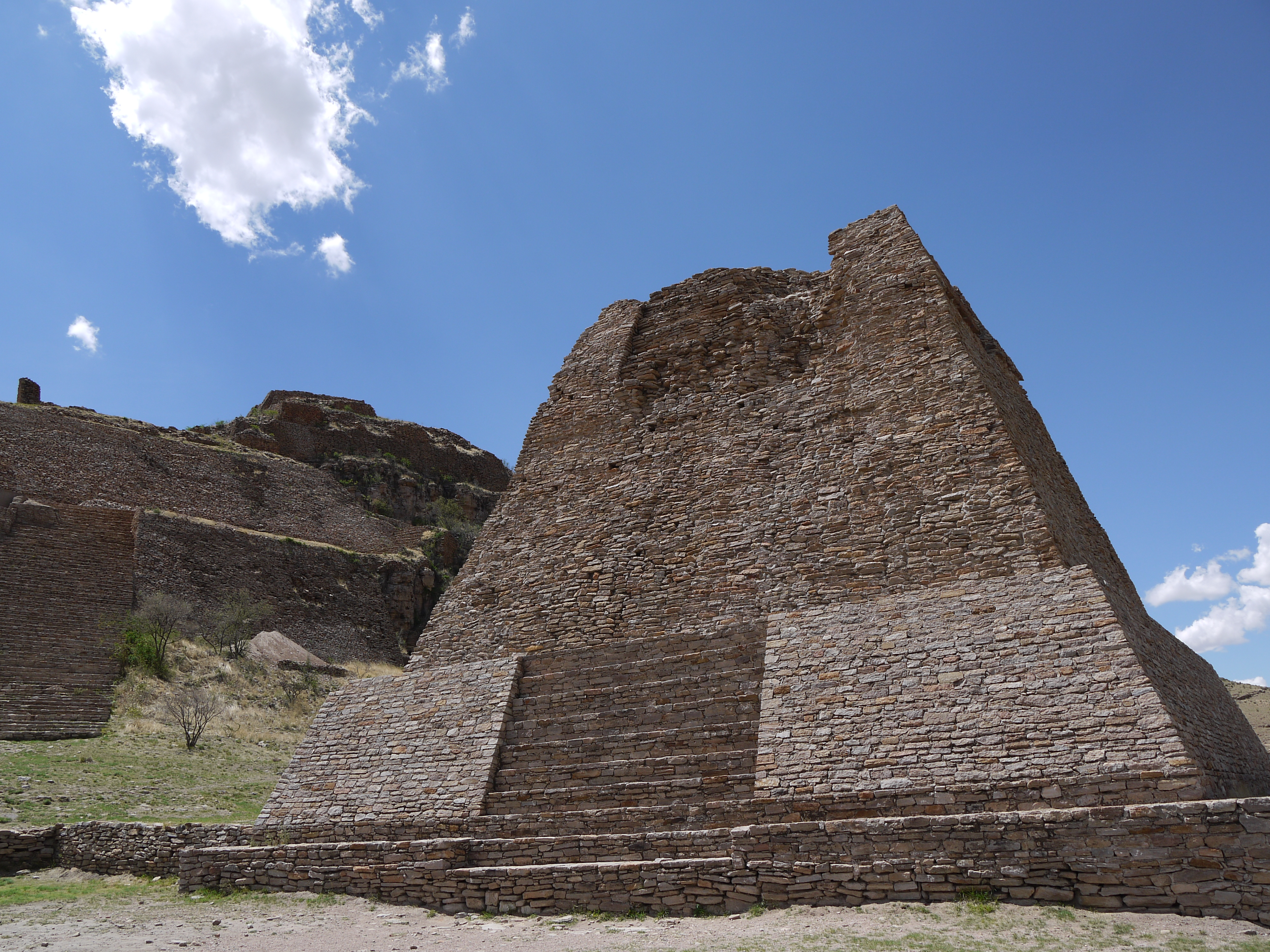
La Quemada – Votivpyramide

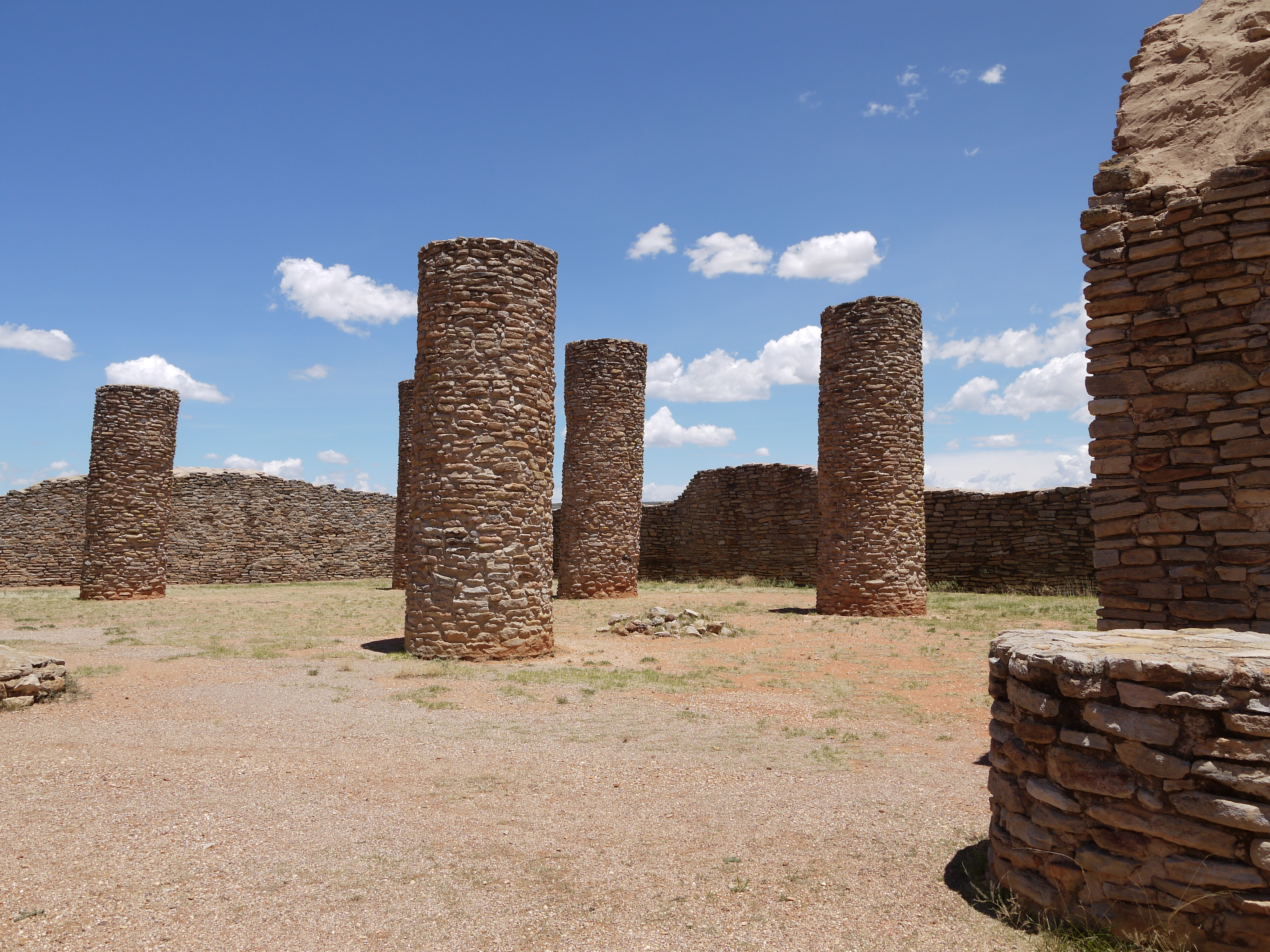
La Quemada – Säulensaal

La Quemada (oder Tuitlán) ist eine präspanische archäologische Stätte im mexikanischen Bundesstaat Zacatecas.

## Lage
Die auf einer Anhöhe gelegene und mindestens 600 km von den klassischen Zeremonialzentren Zentralmexikos entfernte Ruinenstätte La Quemada befindet sich nahe der N54 auf dem Gebiet der Gemeinde Villanueva ca. 50 km südwestlich der Stadt Zacatecas in einer Höhe von ca. 2400 m.

## Funktion
Aufgrund der zivilisatorischen Randlage sehen einige Forscher in dem Ort einen Vorposten Teotihuacans oder Tulas gegen die nomadisierenden und räuberischen Stämme des Nordens, vor allem der Chichimeken. Im Jahr 1615 identifizierte der Franziskaner und Historiker Juan de Torquemada den Ort mit einem der Plätze, an denen die Azteken auf ihrem Weg von Norden nach Zentralmexiko verweilten. Ende des 18. Jahrhunderts begann man, La Quemada mit dem legendären Gebiet von Chicomoztoc gleichzusetzen, wo die Azteken und andere Völker Mesoamerikas ihren Ursprung lokalisierten – eine Theorie, die jedoch zwischenzeitlich überholt ist.

## Geschichte
Die Stätte erlebte ihren Höhepunkt in der Zeit zwischen ca. 450 und 650 n. Chr., also etwa gleichzeitig mit den ca. 600 km entfernten Stätten Teotihuacan und Tula; danach begann der Niedergang und etwa um 1200 wurde die Stätte gänzlich aufgegeben. 1831 wurde sie von dem deutschen Ingenieur Carl de Berghes erkundet und dokumentiert.

## Archäologische Stätte
Die auf mehreren von Menschenhand geebneten Plattformen gelegene und im Wesentlichen aus kleinen Steinen oder Steinplatten geformten und anschließend verputzten Bauten von La Quemada sind wie folgt zu gliedern:
- Der ca. 41 × 32 m große und ursprünglich von 11 gemauerten Säulen gestützte Salón de las Columnas („Säulensaal“) erreichte eine Deckenhöhe von ca. 5 m.
- Das aufgrund der steilen Bauweise unzugängliche Pirámide Votiva („Votivpyramide“) genannte Bauwerk hatte eine Höhe von über 10 m.
- Gleich daneben erstreckt sich der Ballspielplatz (Juego de Pelota) in ‚I‘-Form.
- Eine Treppe (Escalinata) führt hinauf zum festungsartigen Gipfel der Anlage (Ciudadela), auf welchem mehrere Strukturen mit unbekannter Funktion zu erkennen sind.

## Museum
Im Jahr 1995 wurde neben dem „Säulensaal“ ein archäologisches Museum eröffnet, welches zahlreiche Fundstücke aus La Quemada und angrenzenden Fundstellen präsentiert.